# La Fièvre du roller
Pour plus de détails, voir Fiche technique et Distribution.
La Fièvre du roller (Roll Bounce) est une comédie américaine écrite par Norman Vance Jr et réalisée par Malcolm D. Lee. Le film est sorti le 23 septembre 2005 aux Etats-Unis.

## Synopsis
Roll Bounce se déroule à Chicago, durant la période disco de la fin des années 1970 et du début des années 1980. Xavier "X" Smith, jeune patineur de 16 ans, désemparé par la fermeture du roller rink local "Palisade Garden", est contraint de trouver un autre lieu de pratique avec ses amis Junior, Boo, Naps, “Mixed” Mike et Tori. Ainsi, ils passent l'été à patiner au rink "Sweetwater". Là-bas, les champions du concours de disco de roller depuis cinq ans, Sweetness et son crew, leur manquent de respect. Ils décident donc de participer au concours pour gagner leur place. Xavier renoue également avec son ancien amour d'adolescence, Naomi. Avec le désespoir de la perte récente de sa mère, il parvient, grâce à la collaboration de quatre de ses amis, à tenir tête à celui qui se prétend être le meilleur patineur du monde. Les patineurs du groupe sont issus des quartiers pauvres de Chicago. Tout au long du film, on les confronte à la réalité de leur vie.

## Fiche technique
- Titre : La Fièvre du roller
- Titre original : Roll Bounce
- Réalisation : Malcolm D. Lee
- Scénario : Norman Vance Jr.
- Musique : Stanley Clarke
- Photographie : James Muro
- Montage : George Bowers et Paul Millspaugh
- Décors : William A. Elliott
- Costumes : Danielle Hollowell
- Production : Robert Teitel et George Tillman Jr.
- Société de production : Fox Searchlight Pictures
- Pays d'origine :  États-Unis
- Format : Couleurs - 2,35:1 - DTS / Dolby Digital / SDDS - 35 mm
- Genre : comédie dramatique et romantique
- Durée : 112 minutes
- Dates de sortie :
  - États-Unis : 23 septembre 2005
  - France : 18 janvier 2006

## Distribution
- Lil' Bow Wow : Xavier « X » Smith
- Brandon T. Jackson (VF : Diouc Koma) : Junior
- Marcus T. Paulk : Boo
- Rick Gonzalez : Naps
- Khleo Thomas : Mixed Mike
- Chi McBride (VF : Thierry Desroses) : Curtis
- Busisiwe Irvin : Sonya
- Jurnee Smollett (VF : Justine Berger) : Tori
- Kellita Smith (VF : Géraldine Asselin) : Vivian
- Mike Epps : Byron
- Charles Q. Murphy (VF : Jean-Paul Pitolin) : Victor
- Meagan Good : Naomi Phillips
- Nick Cannon : Bernard
- Wesley Jonathan : Sweetness
- Paul Wesley : Troy
- Daniel Yabut (VF : Anatole Yun) : Roy

 Source et légende : version française (VF) sur RS Doublage

## Autour du film
- Le tournage s'est déroulé à Chicago, Lynwood et Summit, dans l'Illinois.
- Dix pour cent des recettes du premier week-end d'exploitation du film (soit 750.000 dollars) ont été reversées aux victimes de l'ouragan Katrina.

## Bande originale
- Flashlight, interprété par Parliament
- Bounce, Rock, Skate, Roll, interprété par Vaughan Mason & Crew
- I Wanna Know Your Name, interprété par Keith Sweat
- Lovely Day, interprété par Bill Withers
- Emotion, interprété par Samantha Sang (en)
- Can You Feel the Force, interprété par The Real Thing
- Love to Love You Baby, interprété par Donna Summer
- Superman Lover, interprété par Johnny Watson
- I'll Keep Loving You, interprété par Carl Douglas
- Barracuda, interprété par Heart
- Rock the Boat, interprété par Hues Corporation
- Baby Hold On, interprété par Eddie Money
- On the Beautiful Blue Danube, interprété par Royal Philharmonic Orchestra
- Kung Fu Fighting, interprété par Carl Douglas
- I'm Your Boogie Man, interprété par KC and the Sunshine Band
- Pure Gold, interprété par Earth, Wind & Fire
- Let's Roll, interprété par Chaka Khan
- Easy, interprété par The Commodores
- For All We Know, interprété par Donny Hathaway
- Boogie Fever, interprété par The Sylvers (en)
- Pick Up the Pieces, interprété par The Average White Band
- Le Freak, interprété par Chic
- Hollywood Swinging, interprété par Kool & The Gang
- Fire, interprété par Ohio Players
- Get Off, interprété par Foxy
- He's the Greatest Dancer, interprété par Sister Sledge
- Boogie Oogie Oogie, interprété par Keyshia Cole et Fabolous
- Baby Come Back, interprété par Player

## Récompenses
- Nomination au prix du meilleur réalisateur de long métrage, lors des Image Awards 2006.